# İslâm III Giray
İslâm III Giray (tártaro de Crimea: III İslâm Geray, ۳اسلام گراى; Bajchisarái, 1604 - ibídem, 10 de julio de 1654) fue el trigésimo kan del Kanato de Crimea, dándose su reinado en el periodo comprendido entre 1644 y 1654.
En 1648 se alió con el atamán de los cosacos de Zaporozhia, Bogdán Jmelnitski en su revuelta contra la szlachta (nobleza) de la Mancomunidad polaco-lituana. En 1654, después del Tratado de Pereyáslav, cambió de bando y se alió con Polonia contra el Zarato ruso. Murió poco después, cuando según las leyendas, fue asesinado por su concubina cosaca ese mismo año.
A su muerte le sucedió el mismo hombre al que él mismo que había sucedido, Mehmed IV.

## Cultura popular
- El kan İslâm aparece en la película polaca Con sangre y fuego (1999), representado por el actor Adam Ferency.